# 吴佳多
吴佳多（1977年9月19日—），生于中華人民共和國浙江省臨海市，德國女子乒乓球运动员。

## 生平
吴佳多于1977年9月19日出生于浙江临海，7岁时开始在中国接受乒乓球的专业训练。她在1995年成为浙江省冠军，1997年在华东理工大学就读经济学（进出口贸易），一年后移居德国。1998年，她加盟了克罗巴赫俱乐部(FSV Kroppach)。后凭借帮助球队获得2002年德国冠军和2003年欧洲优胜者杯冠军的出色表现，她入选了德国国家队。2006年入德国国籍。
从2006年7月开始，吴佳多进入德国联邦军体育学校，开始了强度更大的训练。2007年欧洲女单12强赛，吴佳多进入四分之一决赛，同年的欧洲乒乓球锦标赛她又获得了双打和团体的第三名。
2008年吴佳多代表德国队参加北京奥运会乒乓球女单的比赛。不过在第三回合女单比赛中以小比分差距输给了代表奥地利出战的中国选手李嫱冰。目前吴佳多在德国国内排名第一，世界排名24，历史最高排名16。（2008年8月14日）